# Hemiphractus
A Hemiphractus  a kétéltűek (Amphibia) osztályába, a békák (Anura) rendjébe és a Hemiphractidae családba tartozó nem.

## Rendszerezés
A nembe az alábbi hat fajt sorolják.
- Hemiphractus bubalus
- Hemiphractus fasciatus
- Hemiphractus helioi
- Hemiphractus johnsoni
- Hemiphractus proboscideus
- Hemiphractus scutatus